# Krobia guianensis
Krobia guianensis es una especie de peces de la familia Cichlidae en el orden de los Perciformes.

## Morfología
Los machos pueden llegar alcanzar los 12,8 cm de longitud total.

## Hábitat
Es una especie de clima tropical que vive entre 23 °C-25 °C de temperatura.

## Distribución geográfica
Se encuentran en Sudamérica: desde el río Demerara (Guayana) hasta el río Cottica (Surinam ).